# هينريتش هانسن (رسام)
هينريتش هانسن (بالدنماركية: Heinrich Hansen)‏ هو رسام ومصمم دنماركي، ولد في 23 نوفمبر 1821 في هادرسلف ‏ في الدنمارك، وتوفي في 11 يوليو 1890 في فريدريكسبرغ في الدنمارك.

## معرض صور

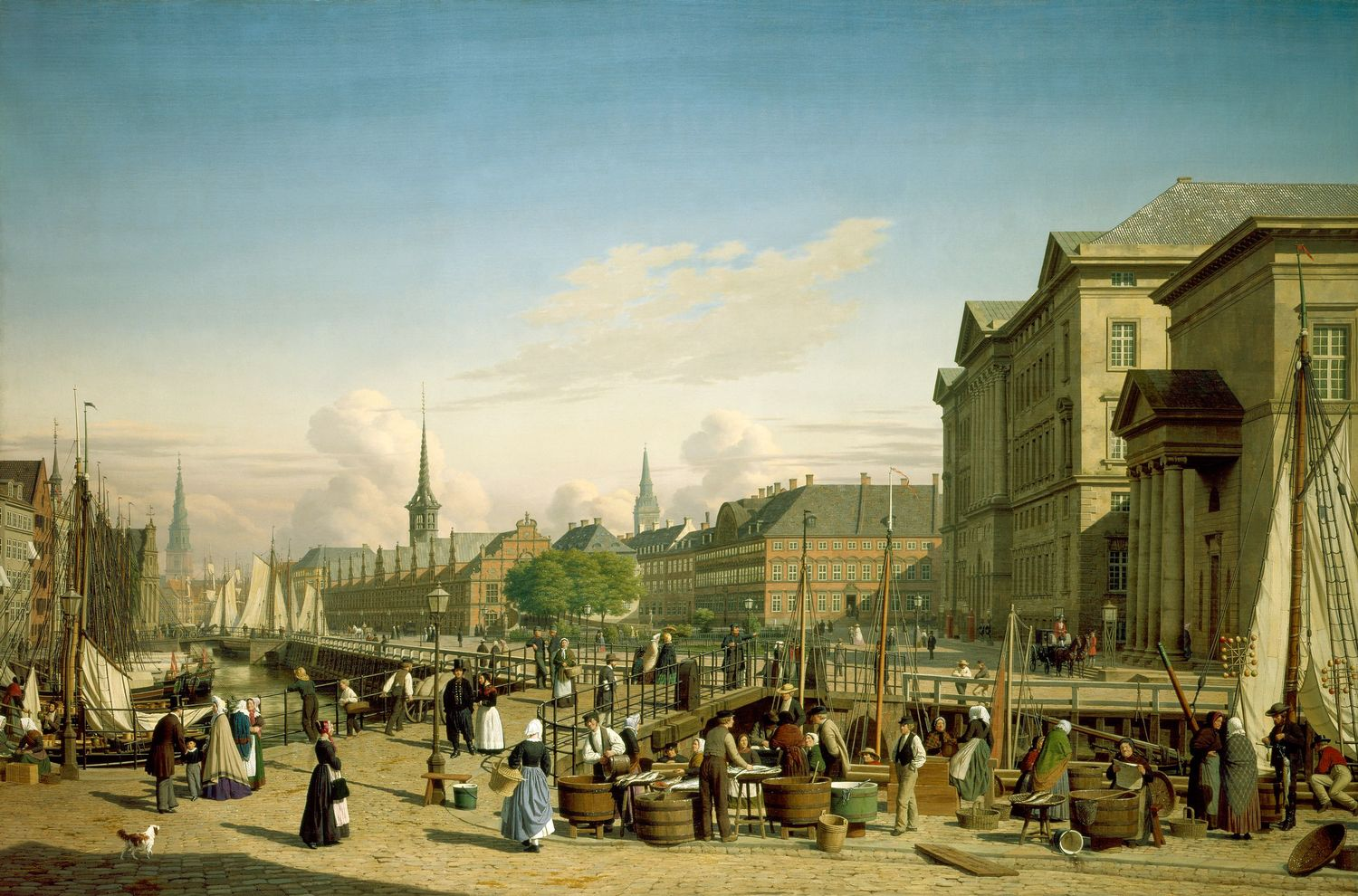
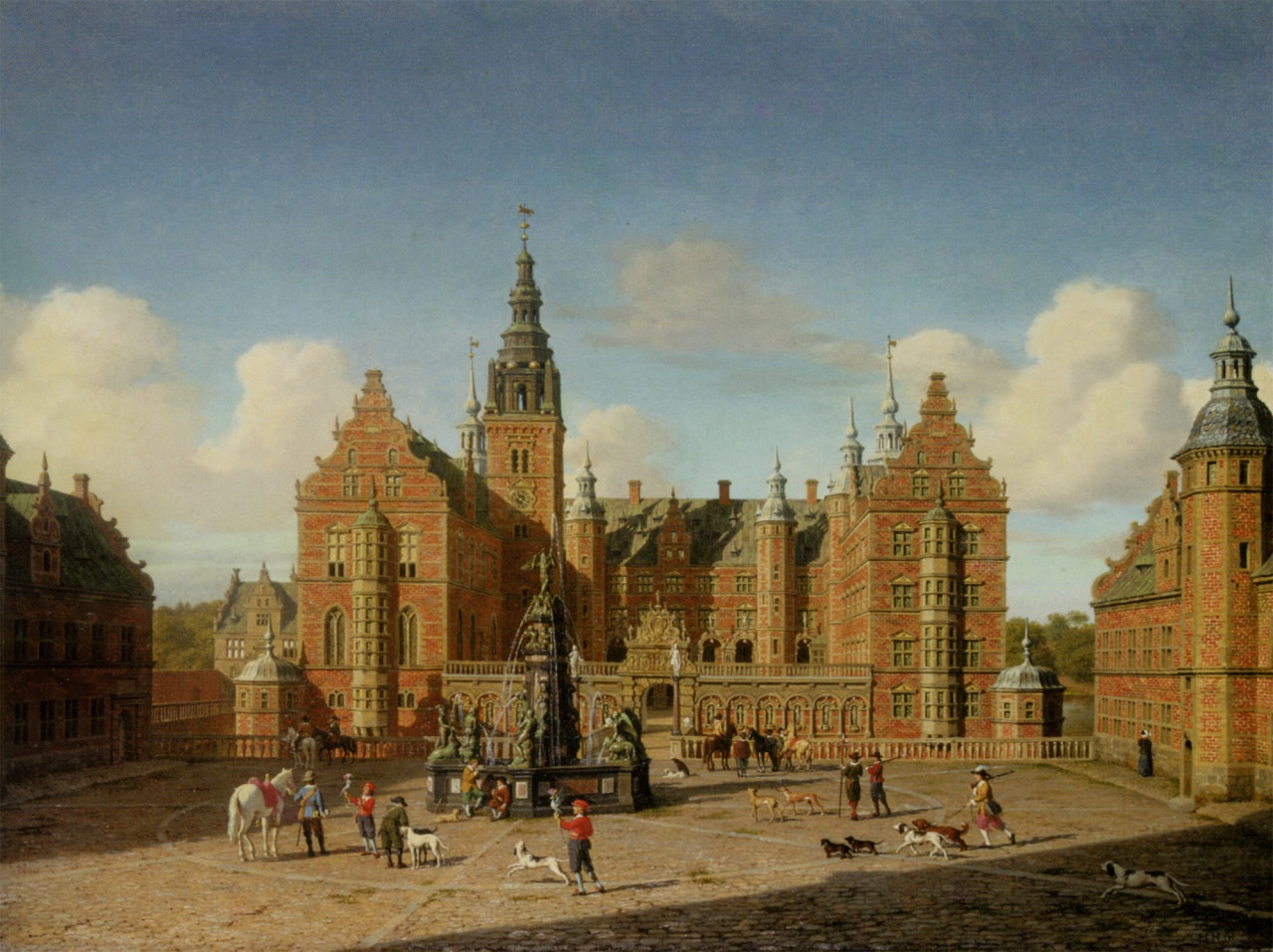
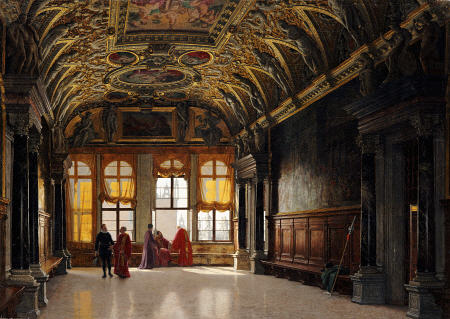